# Pianchi
Pianchi lub Pije (imię kuszyckie) – władca kuszycki rezydujący w Napacie, a następnie faraon - władca starożytnego Egiptu z czasów końca Trzeciego Okresu Przejściowego. Był synem króla Kaszty i królewskiej małżonki Pabatmy. Założyciel XXV dynastii kuszyckiej, w obrębie której, oprócz niego, władzę sprawowali: jego młodszy brat - Szabaka oraz synowie: Szabataka i Taharka oraz jego wnuk (lub według innych ocen bratanek) - Tanutamon. Władzę sprawował od 746 roku p.n.e., rządząc około dwudziestu lat w Napacie, później jako król Górnego i Dolnego Egiptu, przejściowo na całym obszarze Obu Krajów, następnie jedynie w Tebaidzie i Nubii, w końcu z powrotem w Napacie.

## Tło i początkowe lata ekspansji
Przez wiele wieków Nubia związana była ściśle z Egiptem - stanowiła jego część. Oficjalnym językiem był egipski, a kolejni faraonowie wznosili świątynie poświęcone bogom Egiptu. Władzę sprawowali wicekrólowie mianowani przez faraonów. W Napacie wzniesiono świątynię Amona-Re według klasycznych, egipskich zasad, a jej wystrój stanowiły sceny, przedstawiające wielowiekową tradycję faraońską, zgodną z ikonografią i rytuałami. W czasach libijskiego rozbicia dzielnicowego, gdy Egipt rozpadł się na liczne księstwa, których władcy świeccy i duchowni, rościli sobie prawa do dziedziczenia władzy i starożytnej tradycji faraonów, Nubia, oddzielona od Egiptu, pozostała wierna starożytnej religii i tradycji. W latach anarchii stała się ostoją najlepszych osiągnięć z dumnych czasów Imperium Nowego Państwa. Prawdopodobnie w tych czasach gdy Egiptem targały walki wewnętrzne, a każdy z władców na tyle zainteresowany był władzą, na ile przynosiła mu ona korzyści, król, kapłan i wódz w jednej osobie - Pianchi, dumny spadkobierca królów Nubii, postanowił przywrócić ład i porządek w Obu Krajach. Przez pierwsze dziesięć lat swych rządów systematycznie przesuwał granicę opanowanych terenów na północ. Około 12. roku panowania spowodował, iż Szepenupet I, boska małżonka Amona, władająca w Karnaku adoptowała jego siostrę Amenardis, rozpoczynając tam tym samym okres rządów kuszyckich. Prawdopodobnie w tych latach Pianchi zdołał opanować już cały obszar Górnego Egiptu do Teb, a być może jeszcze dalej na północ do Hermopolis i Herakleopolis. Ekspansja Pianchiego zaczęła realnie zagrażać królestwom libijskim w Delcie. W odpowiedzi na posunięcia Pianchiego, władca Sais Tefnacht zjednoczył pod swoim berłem cztery królestwa wodzów Ma: Królestwo Zachodnie, znajdujące się na zachód od damiettańskiej odnogi Nilu, królestwo z ośrodkiem władzy w Sebennytos i Busiris, królestwo ze stolicą w Mendes i królestwo znajdujące się na południe od peluzyjskiej odnogi Nilu, z ośrodkiem w Pi-Soped. Do koalicji Tefnachta przyłączyły się także królestwo z Athribis i Tanis, podległe Osorkonowi IV i państwo Iuputa II z Leontopolis. Zjednoczone siły Tefnachta ruszyły na południe, zajmując Memfis, Herakleopolis i Hermopolis.

## Walki z koalicjąTefnachta

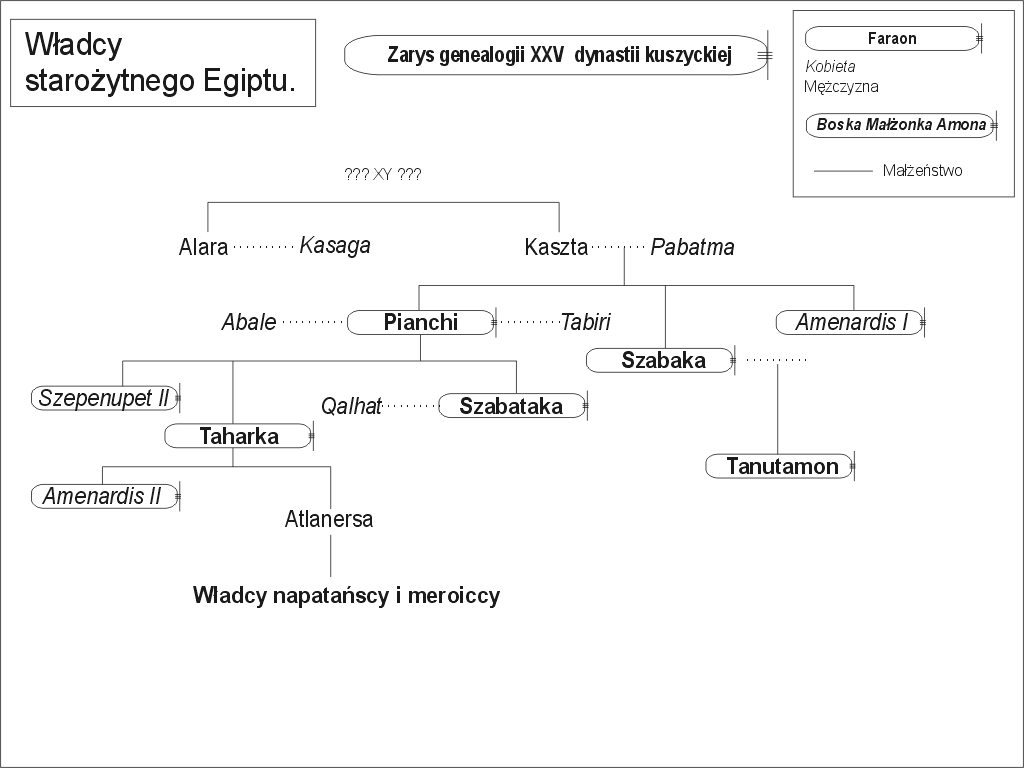
Zarys genealogii XXV dynastii

Prawdopodobnie pochód sił Tefnachta był od samego początku kontrolowny przez Pianchiego. Jednakże po dotarciu tych sił w okolice Herakleopolis, król, upatrujący w Tefnachcie groźnego przeciwnika i konkurenta do władzy nad całym obszarem Obu Krajów, wysłał naprzeciw nim korpus swych wojsk. Wojska te zmusiły siły Tefnachta do ukrycia się w Herakleopolis, a następnie wyjścia z miasta i podjęcia walki. W wyniku walnej bitwy i klęski siły Tefnachta wycofały się. Jednocześnie wojska Pianchiego rozpoczęły oblężenie Hermopolis. Na tym etapie wojny, w 21. roku panowania, Pianchi, być może niezadowolny z postępu kampanii, postanowił osobiście objąć dowództwo. Zmierzając na północ dokonał w Karnaku celebracji wielkiego Święta Opet, być może aby uprawomocnić swą władzę i ukazać wpływ samego Amona na swe działania. Wkrótce połączył się ze swymi siłami i stanął pod murami Hermopolis, którego król - Nimlot poddał miasto. Po nim również Herakleopolis poddało się, a jego władca złożył hołd zwycięzcy. Następnie siły Pianchiego zdobyły Meidum i Liszt i dotarły pod Memfis. Pianchi zdawał sobie sprawę, że zdobycie tej pradawnej stolicy konieczne było aby jego zwycięstwo dopełniło się, aby jego władza nad Egiptem była całkowita. W wyniku energicznych działań oblężniczych oraz doskonałej strategii, miasto wkrótce upadło. Wykorzystano wysoki poziom wód Nilu i zaatakowano miasto od strony rzeki i bagnistych rozlewisk. Fortyfikacje od tej strony były najsłabiej obsadzone, gdyż obrońcy nie spodziewali się ataku właśnie z tego kierunku. Po klęsce w Memfis niedobitki armii Tefnachta i on sam zdołali ujść i ukryć się w bagnistych rozlewiskach Delty. Książęta koalicji poddali się władzy Pianchiego, składając mu hołd w jego kwaterze głównej w Athribis. Przybyli: Pefczauauibastet z Herakleopolis, Nimlot z Hermopolis, Osorkon IV z Tanis, Iuput II z Leontopolis, Padiiset z Athribis, Jukanes z Sebennytos i pozostali książęta - członkowie koalicji. Nie było jedynie wśród nich Tefnachta, który próbował jeszcze raz zebrać siły. Dążenia te nie przyniosły jednak rezultatu i po zręcznych negocjacjach, Tefnacht doprowadził do rozejmu i wkrótce sam złożył hołd Pianchiemu. Po przyjęciu hołdu władca udał się do Heliopolis, gdzie odbyły się wielkie uroczystości ku czci Re i odnowienie koronacji. Umocniony hołdem książąt Delty, Pianchi zatwierdził czterech królów: Iuputa II w Leontopolis, Pefczauauibasteta w Herakleopolis, Osorkona IV w Tanis i Nimlota w Hermopolis. Zdarzenia te dały początek zjednoczeniu Górnego i Dolnego Egiptu jako jednego królestwa pod berłem jednego faraona, zapoczątkowując tym samym władzę Kuszytów w Egipcie. Władza ta w Delcie była jednak jedynie nominalna, gdyż wydarzenia polityczne nie pociągnęły za sobą żadnych posunięć administracyjnych.

## Stela Zwycięstwa
Granitowa stela wystawiona w świątyni Amona w Napacie (dzisiejszym Dżebel Barkal), odnaleziona w 1862 roku. Tekst na niej nie jest dokładnie relacją z działań wojennych lecz przedstawia relację panowania Pianchiego po zakończeniu działań wojennych, przedstawionych jako kampania przeciw rebeliantom, dokonana z rozkazu samego Amona. Tekst nie jest jednoznacznym świadectwem historycznym lecz utworem zgodnym z klasyczną tradycją "relacji królewskiej".

### Początek walk z wojskami koalicji
"Wtedy Jego Królewska Mość rozkazał namiastnikom i wodzom, którzy byli w Egipcie, komendantowi Puarma, komendantowi Lamerskeny i wszystkim dowódcom Jego Królewskiej Mości, znajdującym się w Egipcie: <<Posuwajcie się naprzód w szyku bojowym, uderzajcie, otoczcie wroga, oblegajcie go! Weźcie do niewoli jego ludzi, zabierzcie mu bydło i statki na rzece! Nie pozwólcie rolnikom wychodzić na pola, nie dajacie oraczom orać! Oblegajcie nom Zająca i walczcie z nieprzyjacielem każdego dnia!>> Tak uczynili. Wtedy Jego Królewska Mość wyslał wojsko do Egiptu i tak mu przykazał: <<Nie zagłębiajcie się pochopnie w ciemności nocne, ale walczcie wtedy, kiedy coś widzicie i zwalczajcie ich na odległość!>> Jeśli nieprzyjaciel mówi: <<Poczekajcie na piechotę i wozy bojowe z innego miasta>>, to czekajcie na przyjście jego wojska i walczcie wtedy, kiedy wam powie. Także jeśli jego sprzymierzeńcy są w innym mieście, należy na ich czekać. Przede wszystkim należy walczyć przeciw wodzom, których może przyprowadzić jako sprzymierzeńców, i przeciw gwardii libijskiej. Należy powiedzieć: <<Ty - nie wiemy, do kogo się zwrócić pośród wojska - zaprzęgaj najlepszego rumaka ze swej stajni i stawaj do boju! Wtedy przekonasz się, że to bóg Amon nas przysyła!>> Kiedy dotrzecie do Teb, przed Ipet-sut, wejdźcie do wody, oczyście się w rzece, odziejcie się w czysty len; odłóżcie łuk i strzały. Nie chwalcie się waszą dzielnością i siłą przed tym, bez którego przyzwolenia dzielny jest bezsilny. On czyni słabego silnym, tak że mrowie ludzi rzuca się do ucieczki przed garstką, że jeden zwycięża tysiąc! Skropcie się wodą z jego ołtarzy. Ucałujcie przed nim ziemię i powiedzcie mu: <<Wskaż nam drogę, abyśmy walczyli w cieniu twej mocy! Oby żołnierzom, których wysłałeś, dany był zwycięski bój, oby rzesze zadrżały przed nimi z przerażenia!>>"
(Stela Zwycięstwa 8-14).

### Hołd Nimlota, władcy Hermopolis
"Bądź pozdrowiony, Horusie królu zwycięski, byku, który powalasz byki. Ogarnęła mnie Dat i błądzę w ciemnościach. Oby mi był dany blask twego oblicza! Nie znalazłem stronnika w dniu próby, w dniu walki; ty jeden, o królu, rozproszyłeś ciemności nade mną. Będę twym sługą wraz z mymi dobrami. Nennesut zapłaci podatek twemu rządowi. Tyś jest bez wątpienia Horachty, który stoi na czele Niezniszczalnych: tak jak on będziesz królem: jak on nie ulega zniszczeniu, tak i ty nie zginiesz, królu Górnego i Dolnego Egiptu Pi(anch)y - obyś żył wiecznie!"
(Stela Zwycięstwa 71-76).

### Hołd złożony Re w Heliopolis
"Jego Królewska Mość skierował się do pawilonu na zachód od Ity: dokonano jego oczyszczenia. Oczyszczono go w jeziorze Kebeh, twarz jego umyto w rzece Nun, gdzie Re kiedyś umył swą twarz. Jego Królewska Mość skierował się ku Piaszczystemu Wzgórzu w Heliopolis, by złożyć na nim naprzeciwko wschodzącego Re wielką ofiarę z białych wołów, mleka, mirry, kadzidła i wszystkich wonności o słodkim zapachu. Jego Królewska Mość skierował się w uroczystym pochodzie ku Przybytkowi Re, by wkroczyć do świątyni wśród wielkich okrzyków radości, gdy kapłan oddaje cześć bogu - by odeprzeć wrogów króla, by dopełnić rytów per-duat, by zawiązać diadem królewski. Oczyszczają go kadzidłem i wodą, dają mu wieńce Zamku Benben, przynoszą mu maści Anchu. Wchodzi po schodach na wielki balkon, by ujrzeć Re w Zamku Benben. Król sam, we własnej osobie, łamie pieczęć zasuwy, otwiera oba skrzydła drzwi i widzi ojca Re w świętym Zamku Benben, łódź poranną Re i łódź zachodnią Atuma. Zamyka oba skrzydła drzwi, nakłada glinę i zapieczętowuje własną pieczęcią króla, a kapłanom zleca co następuje: <<Ja sam nałożyłem pieczęć: niech nikt inny nie ma tu wstępu spośród wszystkich, którzy by się mienili królami!>> Upadli na brzuchy przed Jego Królewską Mością i rzekli: <<Niewzruszony i trwały, niechaj nie zginie Horus ukochany przez Haliopolis!>> Wchodzi do siedziby Atuma i skada mirrę jego ojcu Atumowi-Chepri, władcy Heliopolis."
(Stela Zwycięstwa 101-106).

## Odwrót
Po zwycięstwach, hołdach i trwających wiele dni świętach i uroczystościach, nastąpiły wydarzenia nieoczekiwane i zdumiewające wszystkich dotychczasowych przeciwników Pianchiego. Armia zdobywców po opanowaniu całego obszaru Egiptu, załadowawszy swe okręty wszelkiego rodzaju łupami dokonała odwrotu i tak szybko jak się pojawiła w Egipcie, tak szybko udała się z powrotem do Nubii. Nieznana jest przyczyna tej decyzji. Być może było nią wyczerpanie się zaopatrzenia, zbyt skąpego na planowaną niedługą kampanię lub być może przytłaczający Nubijczyków, przepych, potęga i splendor Egiptu. Jakkolwiek nie było, Nubijczycy szybko zniknęli, pozostawiając lokalnych władców, którzy szybko odnowili i przywrócili swą władzę na terenach, którymi władali przed inwazją Pianchiego.
Mimo wycofania się wojsk nubijskich, Egipt jednak pozostał pod władzą Kuszytów, następców Pianchiego, tworzących XXV dynastię.

## Konkluzja
Pianchi był władcą prostolinijnym, doskonałym strategiem i bystrym dowódcą. Z egipskiego punktu widzenia był najeźdźcą i obcym władcą. Jako pierwszy w dziejach Egiptu dokonał inwazji i opanował cały obszar Obu Krajów. W przeszłości różni najeźdźcy próbowali opanować Egipt, ale żadnemu z nich nie udało się osiągnąć takich zdobyczy terytorialnych. Hyksosi rządzili tylko Dolnym i częścią Środkowego Egiptu, podobnie Libijczycy. Inwazja nubijska nie miała jednak takiego samego wymiaru jak niegdyś inwazja Hyksosów. Władca z Napaty, dokonując inwazji i podboju Egiptu, dokonał jednocześnie jego zjednoczenia pod jednym, własnym berłem w imię przywrócenia ładu i praworządności. Odbyło się to, jak sam podkreślał, z rozkazu samego Amona.
"Amon z Napaty dał mi władzę nad wszystkimi krajami. Ten, któremu powiem: "Bądź królem!", staje się nim, a ten któremu powiem: "Nie będziesz królem!", nie jest nim. Amon z Teb dał mi władzę nad Egiptem, tak że ten, komu powiem: "Będziesz koronowany!", koronuje się, a ten komu powiem:"Nie będziesz koronowany!", nie jest koronowany. Każdy, nad kim roztaczam opiekę, nie boi się, że jego miasto będzie zdobyte, w każdym razie przeze mnie. Bogowie czynią królów i ludzie czynię królów; mnie zaś uczynił Amon".
(Grimal: 1986, s 217-218)

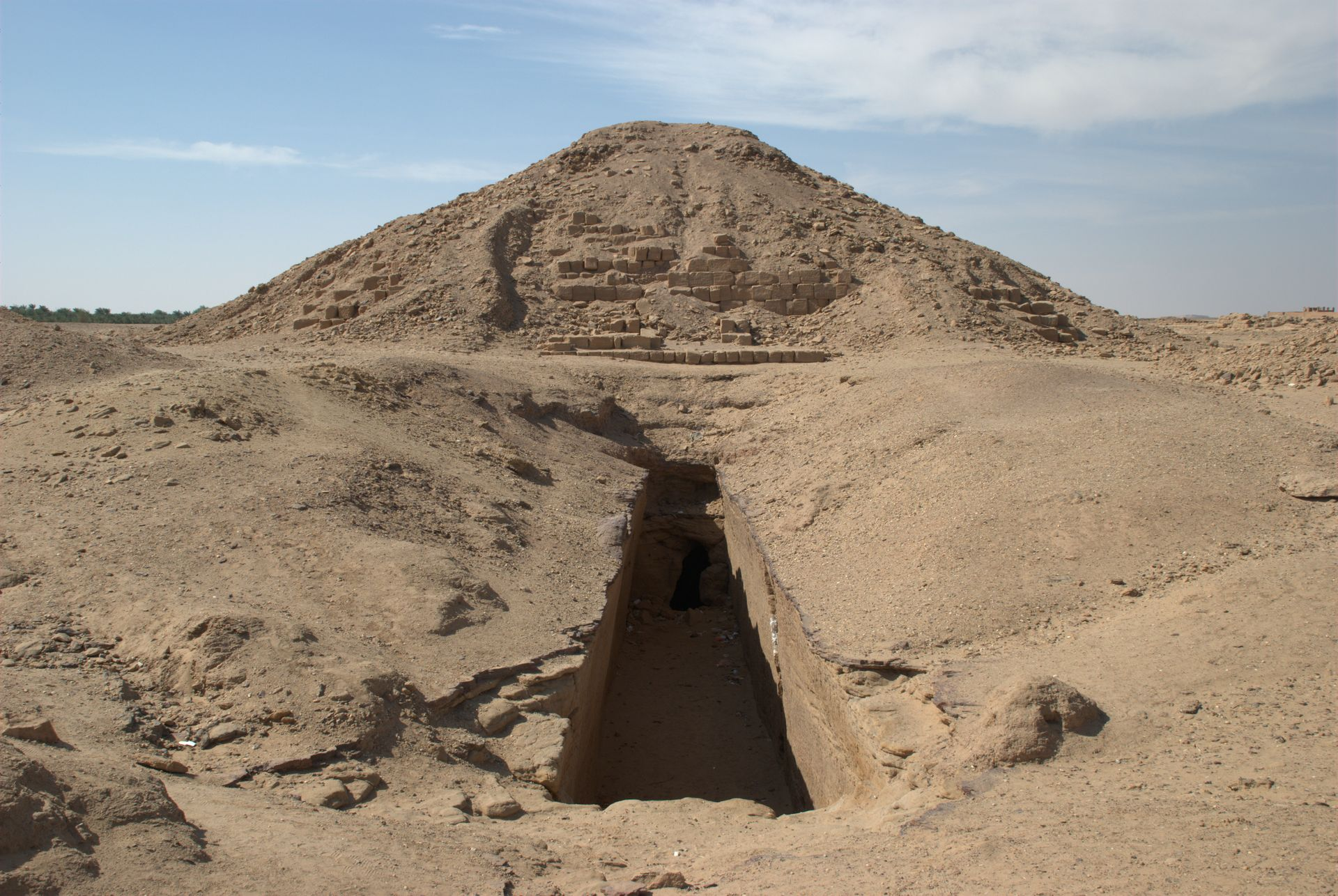
Piramida Pinachiego w Al-Kuru

Do swej śmierci, która nastąpiła około 715 roku p.n.e. rezydował w Napacie. Był faraonem, który położył kres okresowi rozbicia dzielnicowego.
Został pochowany w Kurru, około 8. kilometrów na południe od Napaty, pomiędzy grobami swych przodków. Był pierwszym władcą nubijskim, który kazał wybudować nad swym grobem piramidę.
Długość boku podstawy wynosiła 12 metrów, a kąt nachylenia boków 68°. Obecnie piramida ta, całkowicie zniszczona, przypomina jedynie stertę bloków skalnych i kamieni. Wraz z władcą pochowano jego ulubione wierzchowce.

## Tytulatura
| G5 |

| G5 |

| E1 · D40 | xa · a | m | n · p | mw | O39 · O49 |

| E1 · D40 | xa · a | m | n · p | mw | O39 · O49 |

| E1 · D40 | xa · a | m | n · p | mw | O39 · O49 |

| E1 · D40 | xa · a | m | n · p | mw | O39 · O49 |

| G5 |

| G5 |

| E1 · D40 | xa · a | m | n · p | mw | O39 · O49 |

| E1 · D40 | xa · a | m | n · p | mw | O39 · O49 |

| E1 · D40 | xa · a | m | n · p | mw | O39 · O49 |

| E1 · D40 | xa · a | m | n · p | mw | O39 · O49 |

| G5 |

| G5 |

| E1 | N17 · N17 · f |

| E1 | N17 · N17 · f |

| E1 | N17 · N17 · f |

| E1 | N17 · N17 · f |

| G5 |

| G5 |

| E1 | N17 · N17 · f |

| E1 | N17 · N17 · f |

| E1 | N17 · N17 · f |

| E1 | N17 · N17 · f |

| G5 |

| G5 |

| s | Htp · t · p | N17 · N17 · f |

| s | Htp · t · p | N17 · N17 · f |

| s | Htp · t · p | N17 · N17 · f |

| s | Htp · t · p | N17 · N17 · f |

| G5 |

| G5 |

| s | Htp · t · p | N17 · N17 · f |

| s | Htp · t · p | N17 · N17 · f |

| s | Htp · t · p | N17 · N17 · f |

| s | Htp · t · p | N17 · N17 · f |

| G16 |

| G16 |

| HqA | q · I6 | m | t · O49 |

| HqA | q · I6 | m | t · O49 |

| HqA | q · I6 | m | t · O49 |

| HqA | q · I6 | m | t · O49 |

| G16 |

| G16 |

| HqA | q · I6 | m | t · O49 |

| HqA | q · I6 | m | t · O49 |

| HqA | q · I6 | m | t · O49 |

| HqA | q · I6 | m | t · O49 |

| G8 |

| G8 |

| Dsr · xa | sxm | F9 | F9 | anx | D2 · nb | A1 | n · U3 · f | mi | Axt · t | A41 |

| Dsr · xa | sxm | F9 | F9 | anx | D2 · nb | A1 | n · U3 · f | mi | Axt · t | A41 |

| Dsr · xa | sxm | F9 | F9 | anx | D2 · nb | A1 | n · U3 · f | mi | Axt · t | A41 |

| Dsr · xa | sxm | F9 | F9 | anx | D2 · nb | A1 | n · U3 · f | mi | Axt · t | A41 |

| G8 |

| G8 |

| Dsr · xa | sxm | F9 | F9 | anx | D2 · nb | A1 | n · U3 · f | mi | Axt · t | A41 |

| Dsr · xa | sxm | F9 | F9 | anx | D2 · nb | A1 | n · U3 · f | mi | Axt · t | A41 |

| Dsr · xa | sxm | F9 | F9 | anx | D2 · nb | A1 | n · U3 · f | mi | Axt · t | A41 |

| Dsr · xa | sxm | F9 | F9 | anx | D2 · nb | A1 | n · U3 · f | mi | Axt · t | A41 |

| M23 · X1 | L2 · X1 |

| M23 · X1 | L2 · X1 |

| ra | wsr | mAa · t |

| ra | wsr | mAa · t |

| ra | wsr | mAa · t |

| ra | wsr | mAa · t |

| M23 · X1 | L2 · X1 |

| M23 · X1 | L2 · X1 |

| ra | wsr | mAa · t |

| ra | wsr | mAa · t |

| ra | wsr | mAa · t |

| ra | wsr | mAa · t |

| G39 | N5 |

| G39 | N5 |

| p | anx | i | i |

| p | anx | i | i |

| p | anx | i | i |

| p | anx | i | i |

| G39 | N5 |

| G39 | N5 |

| p | anx | i | i |

| p | anx | i | i |

| p | anx | i | i |

| p | anx | i | i |

| G39 | N5 |

| G39 | N5 |

| i | mn · n · N36 | p | anx | i | i |

| i | mn · n · N36 | p | anx | i | i |

| i | mn · n · N36 | p | anx | i | i |

| i | mn · n · N36 | p | anx | i | i |

| G39 | N5 |

| G39 | N5 |

| i | mn · n · N36 | p | anx | i | i |

| i | mn · n · N36 | p | anx | i | i |

| i | mn · n · N36 | p | anx | i | i |

| i | mn · n · N36 | p | anx | i | i |